# Dies Irae (Devil Doll)
Dies Irae è il sesto album in studio della band italo-slovena Devil Doll, pubblicato nel 1996. 
I testi di Mr. Doctor compongono un concept ispirato alla vita e alla musica di George Harvey Bone, alle poesie di Edgar Allan Poe, Emily Bronte, Emily Dickson e Isidore Ducasse.
I testi dell'album contengono numerose citazioni alla poesia Il verme conquistatore (The Conqueror Worm) di E.A. Poe, Mentre il campionamento usato all'inizio della parte 12 proviene dal film La morte corre sul fiume.

## Formazione

### Gruppo
- Mr. Doctor - voce
- Francesco Carta - pianoforte
- Sasha Olenjuk - violino
- Roman Ratej - batteria
- Bor Zuljan - chitarra
- Jani Hace - basso
- Davor Klaric - tastiere
- Michel Fantini Jesurum - organo

### Altri musicisti
- Norina Radovan - voce soprano
- Drago Ivanuša - fisarmonica
- Paolo Zizich - seconda voce
- Il "Gloria Chorus" condotto da Marian Bunic

E i solisti dell'Orchestra Filarmonica Slovena:
- Igor Skerianec - violoncello
- Irina Kevorkova - secondo violino
- Fraim Gashi - contrabbasso

## Tracce
1. Part 1 – 2:50
2. Part 2 – 2:20
3. Part 3 – 2:50
4. Part 4 – 3:12
5. Part 5 – 2:00
6. Part 6 – 1:42
7. Part 7 – 2:01
8. Part 8 – 1:23
9. Part 9 – 2:38
10. Part 10 – 4:24
11. Part 11 – 3:10
12. Part 12 – 5:21
13. Part 13 – 3:10
14. Part 14 – 1:10
15. Part 15 – 1:18
16. Part 16 – 2:36
17. Part 17 – 1:23
18. Part 18 – 28:26

- In realtà "Part 18" dura 2:52. Dopo 23 minuti e 20 secondi di silenzio (2:52 - 26:12), inizia la traccia nascosta "Part 19" (26:12 - 28:26).